# Prywilne (Baschtanka)
Prywilne (ukrainisch Привільне; russisch Привольное Priwolnoje) ist ein Dorf in der ukrainischen Oblast Mykolajiw mit etwa 2600 Einwohnern (2001).
Die Ortschaft liegt am rechten Ufer des Inhul, einem Nebenfluss des Südlichen Bugs, 16 km nordwestlich vom Rajonzentrum Baschtanka und 78 km nördlich vom Oblastzentrum Mykolajiw.

## Geschichte
Das Dorf wurde in der ersten Hälfte des achtzehnten Jahrhunderts (einer anderen Quelle nach 1673) von Saporoger Kosaken gegründet. Nachdem die Saporoger Sitsch im Jahr 1775 liquidiert wurde, wanderten die Kosaken teilweise ab, und russische Altgläubige ließen sich stattdessen nieder. Zunächst bestand die Haupterwerbsquelle der Bewohner aus Viehzucht und Fischerei, wandelte sich jedoch mit der Zeit hin zur Landwirtschaft. Das Dorf zählte 1787 1216 Einwohner, 1809 waren es 1608 Bewohner und 1847 lebten 2800 Menschen in der Siedlung.
Prywilne war im Deutsch-Sowjetischen Krieg zwischen dem 12. August 1941 und dem 12. März 1944 von der Wehrmacht besetzt.

## Verwaltungsgliederung
Am 12. Juni 2020 wurde das Dorf zum Zentrum der neugegründeten Landgemeinde Prywilne (Привільненська сільська громада/Prywilnenska silska hromada). Zu dieser zählten auch noch die 18 in der untenstehenden Tabelle aufgelisteten Dörfer, bis dahin bildete es zusammen mit dem Dorf Nowobirsuliwka die gleichnamige Landratsgemeinde Prywilne (Привільненська сільська рада/Prywilnenska silska rada) im Nordwesten des Rajons Baschtanka.
Folgende Orte sind neben dem Hauptort Prywilne Teil der Gemeinde:
| Name                     | Name               | Name                                       |
| ukrainisch transkribiert | ukrainisch         | russisch                                   |
| ------------------------ | ------------------ | ------------------------------------------ |
| Archanhelske             | Архангельське      | Архангельское (Archangelskoje)             |
| Jermoliwka               | Єрмолівка          | Ермоловка (Jermolowka)                     |
| Kateryniwka              | Катеринівка        | Катериновка (Katerinowka)                  |
| Kaschpero-Mykolajiwka    | Кашперо-Миколаївка | Кашперо-Николаевка (Kaschpero-Nikolajewka) |
| Ljubarka                 | Любарка            | Любарка (Ljubarka)                         |
| Lukjaniwka               | Лук’янівка         | Лукьяновка (Lukjanowka)                    |
| Lyssjanka                | Лисянка            | Лысянка                                    |
| Mychajliwka              | Михайлівка         | Михайловка (Michailowka)                   |
| Nowobirsuliwka           | Новобірзулівка     | Новобирзуловка (Nowobirsulowka)            |
| Nowofontanka             | Новофонтанка       | Новофонтанка                               |
| Nowooleksandriwka        | Новоолександрівка  | Новоалександровка (Nowoaleksandrowka)      |
| Nowopetriwka             | Новопетрівка       | Новопетровка (Nowopetrowka)                |
| Nowoukrajinka            | Новоукраїнка       | Новоукраинка (Nowoukrainka)                |
| Selenyj Haj              | Зелений Гай        | Зелёный Гай (Seljony Gai)                  |
| Starohoroschene          | Старогорожене      | Старогорожено (Starogoroscheno)            |
| Switlyzke                | Світлицьке         | Светлицкое (Swetlizkoje)                   |
| Swoboda                  | Свобода            | Свобода                                    |
| Wilna Poljana            | Вільна Поляна      | Вольная Поляна (Wolnaja Poljana)           |